# Geothlypis semiflava
La mascarita coronioliva (Geothlypis semiflava), también conocida como antifacito coroniolivo, chipe cuelliamarillo coronialba, chipe de corona oliva o enmascarado carinegro, es una especie de ave paseriforme de la familia Parulidae.

## Distribución y hábitat
Habita en matorrales secos y zonas degradadas de Colombia, Costa Rica, Ecuador, Honduras, Nicaragua y Panamá.

## Subespecies
Se reconocen dos subespecies:
- Geothlypis semiflava bairdi Ridgway, 1884
- Geothlypis semiflava semiflava P. L. Sclater, 1860